# Полухин, Кирилл Алексеевич
Кирилл Алексеевич Полухин (род. 3 мая 1969, Ленинград) — российский актёр.

## Биография
Родился 3 мая 1969 года в Ленинграде в семье стюардессы и капитана дальнего плавания. Окончив школу, поступил в медицинское училище, позже был призван на службу в армию. В 1999 году окончил СПбГАТИ (учился на курсе А. Ю. Толубеева). В 1999—2013 годах состоял в труппе БДТ им. Г. А. Товстоногова.
Снимался в эпизодических ролях в сериалах «Агент национальной безопасности», «Тайны следствия», «Улицы разбитых фонарей», «Гибель империи», «Литейный» и многих других.
Приобрёл популярность благодаря главной роли в фильме «Чужая» (2010, реж. Антон Борматов).
Также снимался в таких популярных сериалах, как «Метод», «Лучше, чем люди», «Шеф», "Чужой район" и многих других.
В середине октября 2022 года в российский прокат вышел фильм «Сказка для старых», в котором Полухин исполнил одну из главных ролей. Фильм срежиссировали Роман Михайлов и Фёдор Лавров.
Благодаря характерной внешности снимается в основном в ролях отрицательных персонажей.

### Личная жизнь
Жена — актриса Светлана Строгова. Сын — Иннокентий.

## Фильмография
- 2000 — Охота на Золушку — эпизод
- 2001 — Агент национальной безопасности-3 — Караваев (серия 31 «Игра»)
- 2002 — Агентство «Золотая пуля» — «оборотень» в погонах (серия «Дело об урановом контейнере 2»)
- 2002 — Моя граница — «Стук», беглый зэк
- 2002 — Тайны следствия 2 — следователь прокуратуры (фильм «Марионетки»)
- 2002 — Мангуст — «Левша» (серия «Последний выстрел»)
- 2003 — Улицы разбитых фонарей 5 — Самсонов (серия «Налог на убийство»)
- 2004 — Экстренное торможение
- 2004 — Женская логика 4 — Юрий Иванович Рубахин, следователь
- 2004 — Опера. Хроники убойного отдела — убийца (серия «Почерк убийцы»)
- 2004 — Потерявшие солнце — «Гоп-стоп»
- 2004 — Шахматист
- 2005 — Гибель империи — революционный солдат
- 2005 — Господа присяжные — Курнеев
- 2005 — Transe (Франция)
- 2006 — Коллекция
- 2006 — План «Б» — Евгений Сикорский, капитан милиции
- 2006 — Связь — друг Ильи
- 2006 — Секретные поручения — эпизод
- 2006 — Старые дела — подручный Мориарти
- 2007 — Расплата — водитель
- 2007 — Эхо из прошлого — Павел Иванович
- 2007 — Капкан — «Мирон», криминальный авторитет
- 2007 — Литейный — Громов (серия «Заложник»)
- 2007 — Любовь под надзором — лейтенант
- 2007 — Морские дьяволы 2 — Александр Муравьёв
- 2007 — Пером и шпагой — главный агент
- 2007 — Психопатка — эпизод
- 2007 — Юнкера — Михлёв
- 2008 — Ментовские войны 4 — Александр Куценко
- 2008 — Трудно быть мачо — Сергей Копытин
- 2009 — Дорожный патруль 3 — Козырев (серия «В Европу за машиной»)
- 2009 — Поп — партизан
- 2010 — Гаишники — Алексей, помощник Балакирева
- 2010 — Десант есть десант — следователь Власов
- 2010 — Мы из будущего 2 — лейтенант Мартынов
- 2010 — Наших бьют! — Слава
- 2010 — Петля — бандит Мальков
- 2010 — Подсадной — Святослав
- 2010 — Семейный дом — Николай Коромец
- 2010 — Чужая — «Малыш»
- 2010 — Дознаватель — майор Кирилл Кумач, старший оперуполномоченный
- 2011 — Жизнь и приключения Мишки Япончика — Григорий Котовский
- 2011 — Защита свидетелей — Зеча, киллер
- 2011 — Настоящие — Краснов
- 2011 — Дом — Старший
- 2011 — Отрыв — «Грек»
- 2011 — Родственник — Петрович
- 2011 — 2017 — Шеф — Максим Тихомиров
- 2011 — Бывший сотрудник — Артём Семёнов
- 2011—2014 — Чужой район — Игорь Свистунов[10], капитан полиции, участковый
- 2012 — Ангелы войны — Семён Гришко, полицай
- 2012 — Блиндаж — Качан
- 2012 — Первый экзамен (в производстве)
- 2012 — Страсти по Чапаю — Ребров
- 2013 — Красные горы — капитан Прозоров
- 2013 — Майор — оперативник, старший лейтенант Николай Бурлаков
- 2014 — Дознаватель 2 — майор Кирилл Кумач, старший оперуполномоченный
- 2014 — Русский характер — Ващук, главарь банды
- 2014 — Дурак — Анатолий Матюгин — начальник пожарной охраны города
- 2014 — Аз воздам — Анатолий Петрович Госьков, криминальный бизнесмен
- 2014 — Ленинград 46 — Степан Завьялов, бандит
- 2014 — Ультиматум — Артём Витальевич Березин
- 2015 — 2020 — Метод — «Седой», детектив
- 2015 — Батальонъ — Зобов, солдат
- 2016 — Чёрная кошка — Лихачёв, капитан МГБ
- 2016 — Налёт
- 2016 — Огни большой деревни — военком
- 2016 — Иван — Иван
- 2016 — Спарта — Сергей Алексеевич Торин, старший следователь
- 2016 — Стена — Лаврентий Логачев
- 2017 — Время первых — командир части
- 2017 — Личность не установлена — Володя, отец Леры
- 2017 — Гоголь. Вий — Басаврюк
- 2017 — Бар «На грудь» (короткометражный) — агрессивный сосед
- 2018 — Завод — наёмник Андреич
- 2018 — Порт — человек с бутылкой
- 2018 — Реализация — Вадим Германович Истратов, подполковник полиции
- 2018 — Лучше, чем люди — Павел Борисович Варламов, следователь отдела по борьбе с киберпреступлениями
- 2019 — Балканский рубеж — Бармин
- 2019 — А. Л. Ж. И. Р. — Амелькин, лагерный кум
- 2019 — Гоголь — Басаврюк
- 2019 — Вне игры 2 — Виктор Аркадьевич, криминальный авторитет
- 2019 — Условный мент — Иван Васильевич Чуманов («Чума»), рок-музыкант (18-я серия «Рок»)
- 2019 — Проспект Обороны — Борис Астахов («Борман»)
- 2019 — Триада — Гоблин
- 2019 — Лихач — Зураб Александрович Очигава («Кащей»)
- 2020 — Охота на певицу — Борис Донник, зам. начальника лагеря, майор МГБ
- 2020 — Грозный — опричник
- 2020 — Шугалей — Максим Шугалей
- 2020 — Стрельцов — офицер в колонии (эпизод)
- 2020 — Водоворот — Лискутов, начальник службы безопасности корпорации «Сатурн»
- 2020 — Шугалей 2 — Максим Шугалей[11][12]
- 2021 — Топи — Аркадий Федотов / «Обожжённый»
- 2021 — Секреты семейной жизни — отец Полины
- 2021 — Шеф 5 — Максим Тихомиров
- 2021 — Добро пожаловать в семью — смотрящий
- 2022 — Сказка для старых — Стрелок, старший брат
- 2022 — Чайки — Роман Титов, бизнесмен
- 2022 — Замёрзшие — Анатолий Сергеевич Кокшаров, подполковник полиции, начальник УМВД по г. Костомукша
- 2022 — Диверсант. Идеальный штурм — маршал Василевский
- 2023 — Снег, сестра и росомаха — спонсор Елены
- 2023 — Бешенство — охотник
- 2023 — Король и Шут — лесник
- 2023 — Лада Голд — Лысый
- 2023 — Отпуск в октябре — актёр в роли бандита
- 2023 — Сны Алисы — Седой
- 2024 — Джекпот — участковый
- 2024 — Лихие — Слон
- 2024 — Молодёжка. Новая смена — Степан Иванович Дергачёв, отец хоккеиста Захара Дергачёва, майор полиции
- 2025 — Путешествие на солнце и обратно

## Критика
В. Нестеров («Газета.ru») и А. Плахов («Коммерсант Украина»), называя в качестве достоинства фильма «Чужая» участие неизвестных актёров, особо выделили Полухина в роли Малыша:
На убеждение зрителя в реальности происходящего работает все: ни одного узнаваемого лица в кадре, все предельно аккуратно, все ходят по струнке, никто не тянет одеяло на себя – ни режиссер, ни оператор, ни Кирилл Полухин (Малыш) с Натальей Романычевой (Чужая), вытягивающие на себе первую и вторую половину фильма соответственно.Вадим Нестеров («Газета.ru»)
Полфильма практически делает Кирилл Полухин в роли руководителя бандитской тургруппы, штурмом берущей пражские бордели.Андрей Плахов («Коммерсант Украина»)
Н. Зархи («Искусство кино») отмечала точную игру Полухина в фильме «Иван», которая заставила её вспомнить роль А. Болтнева в фильме «Мой друг Иван Лапшин»:
Очень точно играет его Кирилл Полухин, заставляя вспомнить Болтнева – Лапшина. Играет экзистенциальную отдельность Ивана («не помнящего родства»?..), его недекларативную невозможность встроиться в реальность.Нина Зархи («Искусство кино»)
И. Корнеева («Российская газета») за роль в «Иване» назвала Полухина одним из претендентов на победу в номинации «Лучшая мужская роль» на фестивале «Кинотавр-2016».
Режиссёр Н. Лебедев, председатель жюри «Кинотавра» в том году, соглашался с В. Матизеном («Искусство кино»), что роль в «Иване» — это сильная работа, при этом упоминая и о ярком образе Полухина в фильме «Огни большой деревни».
С. Синяков («Сеанс») писал о «добросовестной» игре Полухина в фильме «Гоголь. Вий».
Зрители высоко оценили игру Полухина в трилогии «Шугалей».